# گناهکاران بی‌گناه
گناهکاران بی‌گناه (فرانسوی: Les innocents aux mains sales‎) یک فیلم دلهره‌آور روان‌شناختی به کارگردانی کلود شابرول است که در سال ۱۹۷۵ منتشر شد. در فرانسه ۵۵۳٬۹۱۰ بلیط برای آن فروش رفت.

## گزیدهٔ بازیگران
- رومی اشنایدر
- راد استایگر
- ژان روشفور
- فرانسوا مستر
- هانس کریستین بلش
- فرانسوا پرو
- دومینیک زاردی